# Martin H. Muma
Martin Hammond Muma (* 24. Juli 1916 in Topeka, Kansas; † 1. Dezember 1989 in Portal, Arizona) war ein US-amerikanischer Entomologe, Arachnologe und Höhlenforscher.

## Leben
Von 1933 bis 1934 erhielt Muma an der Western Maryland College Extension Night School seine erste Berufsausbildung. Von 1935 bis 1936 absolvierte er das Frostburg State Teachers College. 1936 schrieb er sich an der University of Maryland ein, wo er 1939 seinen Bachelor-Abschluss und 1940 seinen Master-Abschluss erhielt. Im September 1940 heiratete er Katherine Elizabeth Short, mit der sechs Töchter hatte. 1943 wurde er an der University of Maryland zum Ph.D. promoviert. Von 1940 bis 1945 war er Dozent für Entomologie und Assistenzentomologe an der Universität von Maryland. Von 1945 bis 1951 war er Entomologe, außerordentlicher Professor und außerordentlicher Kurator am Zoologischen Museum der University of Nebraska. Von 1951 bis 1971 war er außerordentlicher Entomologe und außerordentlicher Professor an der University of Florida, wo er in der Forschung zur Taxonomie, Biologie, Ökologie und nicht-chemischen Kontrolle von Schadinsekten und Milben an Zitruspflanzen involviert war. Ab 1971 arbeitete Muma als emeritierter Professor für Entomologie an der University of Florida. 1963 wurde er wissenschaftlicher Mitarbeiter an der Floria Collection of Arthropods. Mumas Forschungsinteressen lagen sowohl in der wirtschaftlichen Entomologie als auch in der Arachnologie und Höhlenforschung. Er untersuchte die Taxonomie, Biologie und Ökologie von Milben, Spinnen, Vogelspinnen, Skorpionen, Geißelskorpionen sowie Walzenspinnen und befasste sich mit der Höhlenbiologie, Höhlenökologie und Höhlendokumentation. 1943 veröffentlicht Muma das Buch Common Spiders of Maryland. Zudem war er Autor oder Co-Autor von 195 Forschungsartikeln oder populärwissenschaftlichen Artikeln, Berichten und Abhandlungen. Muma war Mitglied der Alpha Zeta, Gamma Sigma Delta, Phi Kappa Phi, Sigma Xi, der Florida Entomological Society, der Ecological Society of America, Society of Systematic Zoology und der Society of Animal Behavior. 1970 wurde er von Florida Entomological Society als Entomologe des Jahres ausgezeichnet. 1971 erhielt er den Research Faculty Membership SHARE Award.

## Dedikationsnamen
Nach Muma sind folgende Taxa benannt:
- Parabonzia mumai Smiley, 1992
- Neoseiulus mumai (Denmark, 1965)
- Anyphops mumai (Corronca, 1996)
- Eremorhax mumai Brookhart, 1972
- Callilepis mumai Platnick, 1975
- Paraamblyseius mumai Gupta, 1980
- Pararrenoseius mumai (Prasad, 1968)
- Phytoseius mumai Ehara, 1966
- Wadotes mumai Bennett, 1987
- Wernerius mumai (Sissom, 1993)
- Drassyllus mumai Gertsch & Riechert, 1976
- Hansenochrus mumai (Rowland & Reddell, 1979)
- Brevipalpus mumai Baker & Tuttle, 1964
- Lasioseius mumai De Leon, 1963
- Platyseiella mumai Ray & Gupta, 1981
- Hansenochrus mumai (Rowland & Reddell, 1979)
- Pseudolorryia mumai (Baker, 1970)